# Zisterzienserkloster Rüde
Das Zisterzienserkloster Rüde, auch Rus Regis oder Rudekloster (dänisch Ryd Kloster), befand sich von 1210 bis 1582 am Ort der heutigen Stadt Glücksburg an der Flensburger Förde.
Das Kloster ging aus einer Niederlassung von Benediktinern in der Nähe von Schleswig hervor, die vermutlich um 1170 gegründet wurde. Die erste urkundliche Erwähnung steht im Zusammenhang mit ihrer Auflösung 1191/92. Damals gründete Bischof Waldemar das Kloster in Guldholm neu und unterstellte es der Zisterzienserregel. Diese Gründung hatte nur kurzen Bestand, denn schon 1210 siedelte der Konvent nach Glücksburg um. Die dort errichtete Klosteranlage mit einer großen Kirche ist nicht erhalten und auch die meisten Urkunden aus den über dreihundert Jahren der Klosterzeit sind verloren.
Auch nachdem das Kloster im Zuge der Reformation 1541 evangelisch geworden war, lebten dort bis spätestens 1561 Mönche. Danach diente die Kirche bis 1582 als Pfarrkirche des Kirchspiels Munkbrarup, ehe Herzog Johann von Schleswig-Holstein-Sonderburg sie zusammen mit den übrigen Gebäuden abtragen ließ. Aus den Steinen wurde Schloss Glücksburg errichtet. Die Fundamente versanken im aufgestauten Schlossteich, weshalb das Aussehen der Gebäude nur teilweise rekonstruiert werden kann.

## Vorgeschichte

### Michaelis-Kloster Schleswig
Das möglicherweise schon vor 1100 als Kanonikerstift des Domkapitels Schleswig gegründete Michaelis-Kloster in Schleswig war vermutlich das älteste Kloster in Schleswig-Holstein. Um 1170 siedelten sich die Kanoniker (Domherren) am Schleswiger Dom an, worauf Benediktiner die leerstehenden Räumlichkeiten übernahmen und sie erweiterten. Eine genaue Datierung ist aber nicht möglich, da die erste Erwähnung dieses Klosters im Briefwechsel des Wilhelm von Æbelholt aus der Zeit um oder kurz nach 1192 stammt und sich ausschließlich mit dem Streit um die Auflösung befasst.

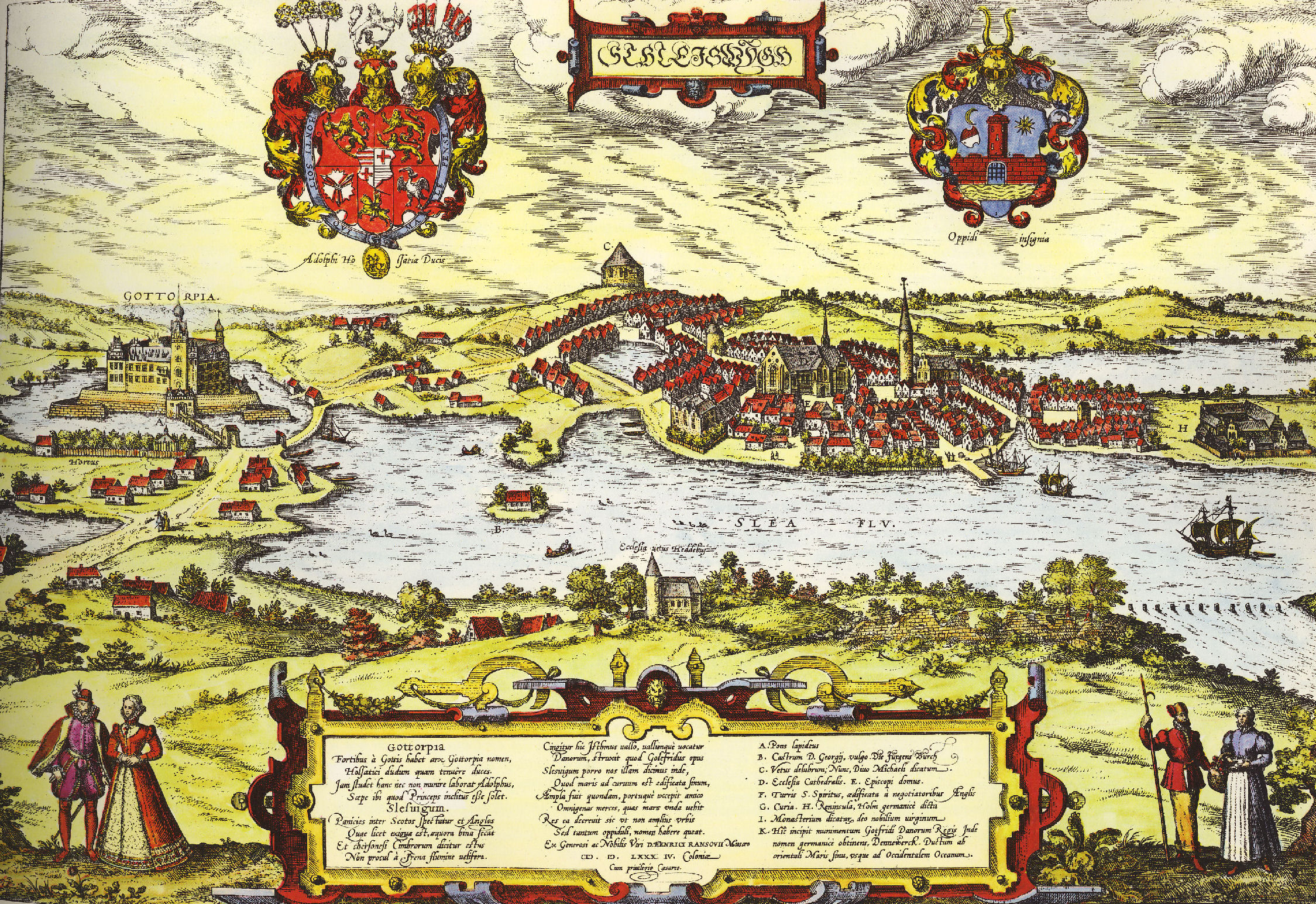
Schleswig um 1600, in der Mitte (C) St. Michaelis auf dem Berge

Wie die Chronik Narratio de Monasterio S. Michaelis apud Slesvicum et de Fundatione Monasterii Aureae Insulae (Geschichte des Klosters St. Michaelis bei Schleswig und der Gründung des Klosters Guldholm) von 1289 berichtet, führte das angeblich unsittliche Leben im damaligen Doppelkloster zu dessen Auflösung. Die Mönche wurden 1191/92 in das neugegründete Zisterzienserkloster in Guldholm umgesiedelt und zur Übernahme der strengeren Ordensregel verpflichtet, der Großteil des Klosterbesitzes wurde dem neuen Kloster überschrieben. Acht Nonnen blieben, so die Narratio, im Konvent zurück, seelsorgerlich betreut von vier Mönchen. Die übrigen nach Guldholm umgesiedelten Mönche kehrten 1192 in ihr altes Kloster zurück, verfügten jedoch über keine Einnahmen mehr, da diese nun an Guldholm flossen. Im sogenannten Mönchekrieg versuchten sie – unter Berufung auf den Papst und den Herzog von Schleswig, den späteren König Waldemar II., als ihren Patron, also weltlichen Schutzherrn, – auch unter Einsatz von Gewalt, ihr altes Kloster und dessen Einkünfte von dem neuen Zisterzienserkloster in Guldholm zurückzubekommen. Was aus ihnen nach dem päpstlichen Schiedsspruch von 1196, der die Überschreibung des Klosterbesitzes an Guldholm bestätigte, wurde, ist nicht bekannt. Auch das Schicksal der Nonnen ist unbekannt. Die spätere Überlieferung, dass das Benediktinerinnenkloster St. Johannis vor Schleswig bereits 1194 gegründet worden sei und die Nonnen des Michaelisklosters dorthin umzogen, lässt sich anhand der Quellen nicht belegen.
Die Klosterkirche St. Michaelis auf dem Berge war ein romanischer Rundbau aus dem 12. Jahrhundert. Die dreigeschossige Rundkirche mit einer östlichen Halbrundapsis wurde nach dem Vorbild der Jerusalemer Grabeskirche errichtet und war möglicherweise ursprünglich ein Baptisterium und/oder, wie das Patrozinium des Erzengels Michael nahelegt, eine Begräbniskapelle wie die Michaelskirche in Fulda. Sie war aus Tuff und Granit gebaut. Um 1170 wurde die Rundkirche durch einen zweigeschossigen, die Kirche zu drei Viertel umgebenden Umgang auf einen Durchmesser von 25 Meter vergrößert. Zwölf Säulen trennten die ursprüngliche Kirche und den Umgang. Bei archäologischen Untersuchungen wurden in dem Erweiterungsbau Bauplastiken aus der Schleswiger Dombauhütte gefunden, wie sie sich auch am Dom selbst befinden.

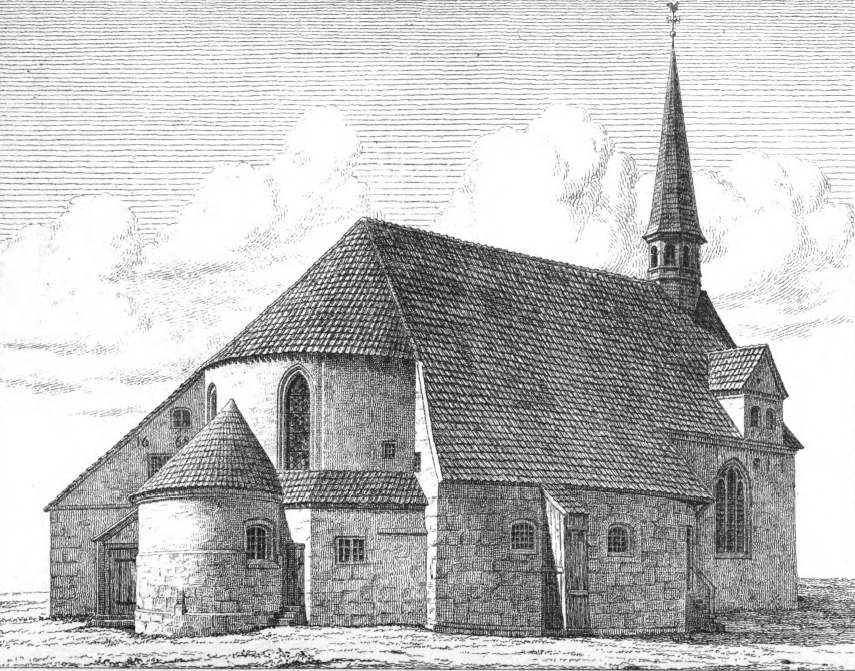
Die erweiterte Michaeliskirche auf einer Abbildung von etwa 1860, die alte Rundkirche mit Apsis ist nur noch an der Ostseite zu erkennen.

Nach der Verlegung des Klosters wurde die Michaeliskirche als Pfarrkirche für die in der Umgebung lebende Bevölkerung weitergenutzt und mehrfach umgebaut und erweitert. 1643 ließ Herzog Friedrich III. von Schleswig-Holstein-Gottorf die Kirche mit einem quadratischen Kirchenschiff nach Westen erweitern und mit einem Turm versehen. Ein Teil der runden Außenwände und vier Säulen wurden dafür entfernt. Nach längerer Vernachlässigung stürzte die Kirche bei Restaurierungsarbeiten 1870 ein und wurde 1874 durch einen (1971 wieder abgerissenen) Neubau ersetzt.

### Neugründung in Guldholm
1191 gründete der Schleswiger Bischof Waldemar das Kloster Aurea Insula (Goldinsel, Guldholm) neu auf einer Insel im Langsee bei Schleswig. Klostergründungen auf Inseln waren im Mittelalter durchaus üblich. Waldemar war ein vermutlich postum geborener Sohn des 1157 ermordeten dänischen Thronprätendenten Knut V. König Waldemar I., der damals aus dem Streit um die dänische Krone siegreich hervorgegangen war und nun die Thronfolge seiner Söhne sichern wollte, ernannte seinen Verwandten Waldemar Knutsson kurz vor seinem Tod 1182 zum Bischof von Schleswig. Auch wenn Waldemar erst um 1187 geweiht wurde, war er als Geistlicher kein Konkurrent mehr für das Königsamt. Als Bischof war er gleichzeitig Verwalter des Herzogtums Schleswig für den minderjährigen Königssohn Waldemar (II.).
Für seine Klostergründung griff Bischof Waldemar auf sein Patrimonialgut, also das ihm von seinem Vater ererbte Land zurück, womit er zum Patron des Klosters wurde und die Neugründung als Eigenkloster ausschließlich ihm verpflichtet war. Waldemar, der später selbst Zisterziensermönch wurde, unterstellte seine Neugründung der Zisterzienserregel als Filiation (Tochterkloster) des Klosters Esrom auf Seeland. Neben den zwangsweise umgesiedelten ehemaligen Benediktinermönchen aus dem Michaelis-Kloster gehörten zum Gründungskonvent Zisterzienser aus Esrom und möglicherweise auch aus anderen Klöstern. Da Waldemar auch als Bischof selbst Ambitionen auf den Thron hatte, könnte er bei dieser Gründung auf seinem eigenen Land neben persönlicher Frömmigkeit auch politische Ziele verfolgt haben.
Die Weihe des Klosters fand am 23. Mai 1191 statt. Die Bauten waren zu diesem Zeitpunkt noch nicht gänzlich fertiggestellt, denn erst am 22. Juni 1192 wurden auch der Kirchhof und ein ambitus (Umgang), also vermutlich der Kreuzgang, geweiht. Bei einer Begehung des Gebiets 1985 gefundene Fundamentsteine und Feldbrandziegel sprechen dafür, dass es sich bei den Konventgebäuden nicht um provisorische Holzbauten handelte, weshalb davon auszugehen ist, dass eine dauerhafte Ansiedlung auf der Aurea Insula geplant war. Möglicherweise hatte Bischof Waldemar die Klosterkirche als seine Grablege geplant.
Nur kurz nach der Klostergründung ließ Bischof Waldemar sich zum Erzbischof von Bremen wählen und erklärte in diesem Zusammenhang offen seinen Anspruch auf den dänischen Thron. Von Bremen aus zog er gegen den nunmehr volljährigen Herzog von Schleswig und dessen Bruder, den dänischen König Knut VI., zu Felde. Ende 1192 wurde er von Knut VI. gefangen genommen und seiner Ämter entsetzt. Daraufhin kehrten die Benediktinermönche in ihr altes Kloster in Schleswig zurück. Mehrere Jahre stritten sie um die Rückgabe der dem Michaelis-Kloster zugeordneten Besitztümer, was als „Mönchekrieg“ in die Chroniken einging. Es soll sogar zu Überfällen der weitgehend einkommenslosen Schleswiger Benediktiner auf die Zisterzienser in Guldholm gekommen sein. Über diesen Streit berichten mehrere Schreiben, die der später heiliggesprochene Abt Wilhelm von Æbelholt an Papst Coelestin III. richtete. Wohl Anfang 1196 entschied ein päpstliches Schiedsgericht schließlich zugunsten von Guldholm und für die Änderung der Ordensregel. Den Zisterziensern half dabei, dass sie von der Treue zu Bischof Waldemar abrückten und als neuen Patron den Schleswiger Herzog Waldemar anerkannten. Dessen Bruder, König Knut VI., bestätigte daraufhin in einem Schreiben vom 31. März 1196 die päpstliche Entscheidung. In derselben Urkunde genehmigte er auch die von Nicolaus I., Waldemars Nachfolger als Bischof von Schleswig, vorgenommene Schenkung des bischöflichen Anteils an den Abgaben der Kirchspiele St. Michaelis auf dem Berge, Kahleby, Nübel und Tolk an das neue Kloster. Außerdem verfügte das Kloster über weitverstreuten Landbesitz. So hatte der erste Abt Matthias schon 1191 Land in Dörpum erworben, wo er eine Grangie errichten ließ.
Das Guldholmer Kloster hatte nicht lange Bestand. Es wurde 1209/10 aus unbekannten Gründen nach Holdernes-Brotorp verlegt. Dass die ungünstige Lage im Überschwemmungsgebiet den Umzug notwendig gemacht hatte, erscheint eher unwahrscheinlich, da der Wasserspiegel des Langsees damals deutlich niedriger lag als heute. Vermutlich spielten vor allem politische Gesichtspunkte eine Rolle. Der nach vierzehnjähriger Gefangenschaft 1206 wieder als Erzbischof von Bremen eingesetzte Waldemar wurde schon 1208 von Papst Innozenz III. erneut abgesetzt, blieb aber Konkurrent von Waldemar II., der 1202 seinem Bruder auf dem dänischen Thron nachgefolgt war. Möglicherweise wollte der König den einflussreichen Zisterzienserorden durch das Geschenk des neuen Klosterlandes ganz aus der Abhängigkeit seines lästigen Verwandten lösen und näher an sich binden.
Da Bischof Waldemar als Kleriker keine Nachkommen hatte, fiel sein Besitz an die königliche Verwandtschaft. Das Gut Guldholm gehörte später einem Enkel von König Waldemar II., dem Schleswiger Herzog Erich I., der es Mitte des 13. Jahrhunderts dem Bistum Schleswig schenkte. Auf dem Gebiet des aufgelassenen Klosters befand sich bis 1312 noch eine Curia, ein Wirtschaftshof des Schleswiger Bischofs. Außer einigen Fundamentsteinen und Ziegelbrocken im Langsee ist von dem Guldholmer Kloster nichts mehr zu sehen. Die ehemalige Insel, inzwischen eine Halbinsel, befindet sich im Privatbesitz.

## Rus Regis oder Rudekloster

Grundriss und ungefähre Lage des Klosters mitten im Glücksburger Schlossteich basierend auf den Messungen von 2005

Wohl 1209 wurde die Verlegung des Klosters aus Guldholm in der Struxdorfharde in die Nähe des Dorfes Skovby in der Husbyharde und die Neuordnung seines Besitzes beschlossen. Die Klostergebäude wurden im folgenden Jahr auf von König Waldemar II. geschenktem Gelände an der Munkbrarupau im Kirchspiel Holdernes-Brotorp errichtet. Nach alter Überlieferung nannte man das Kloster deshalb Rus Regis oder Königsfeld. Der spätere Name von „Holdernes-Brotorp“, Munkbrarup, verweist auf die Mönche.

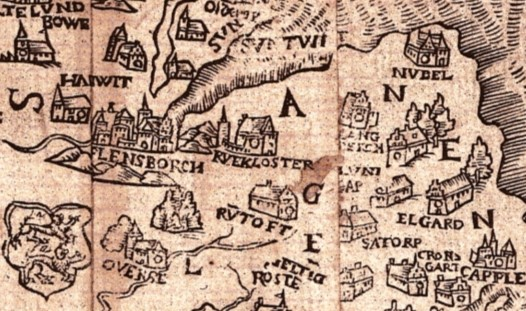
Einzige Abbildung des Klosters aus der Zeit seines Bestehens (Marcus Jordanus, 1559)

Im Dezember 1210 wurde im neu errichteten Kloster zum ersten Mal die Regel verlesen, was darauf hinweist, dass die wichtigsten Klostergebäude, nämlich neben Dormitorium, Refektorium und Gästehaus mindestens ein für die täglichen Stundengebete ausreichender Teil der Kirche, zu diesem Zeitpunkt weitgehend fertiggestellt waren.

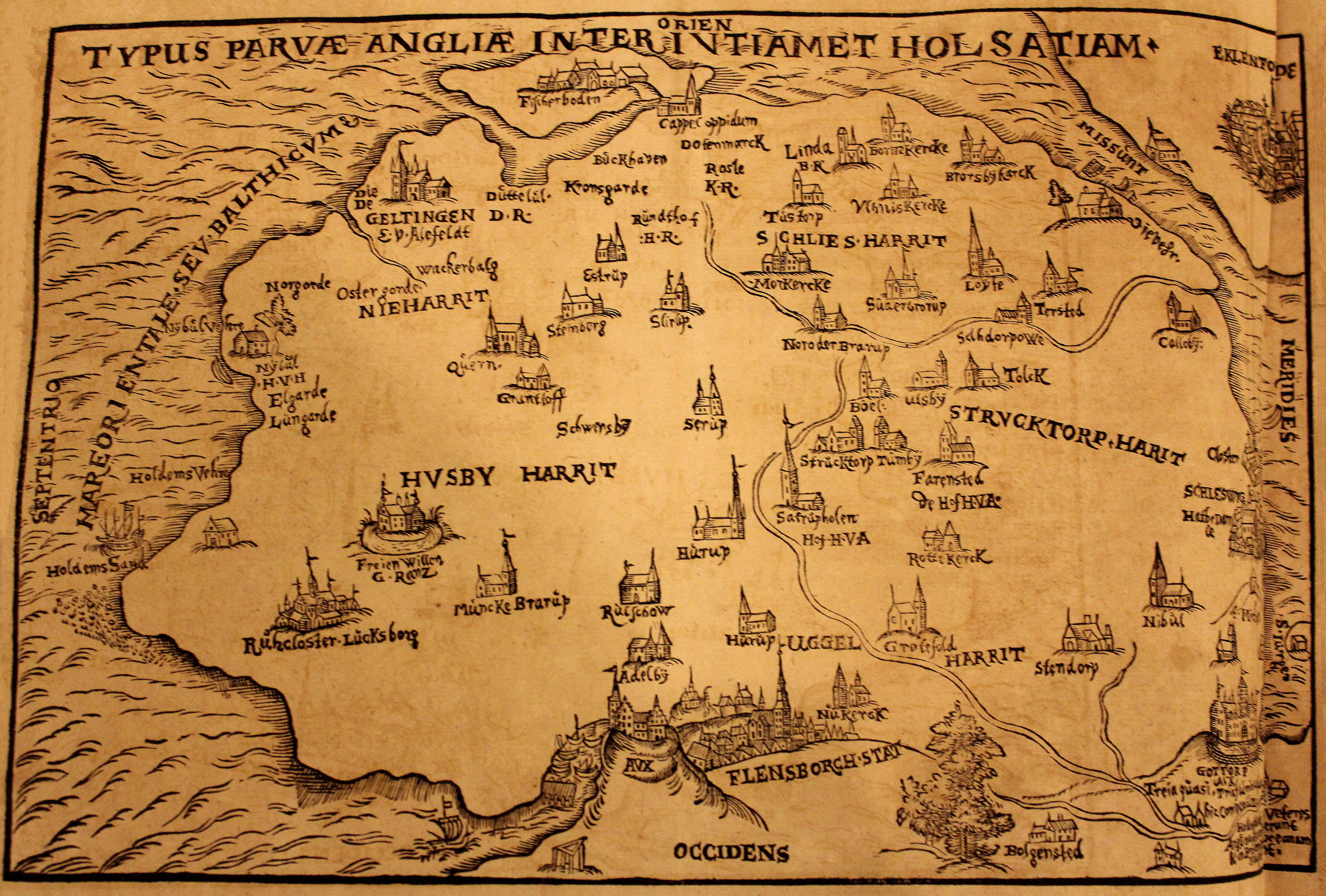
Die Karte von Angeln (1596) ist geostet; links im Bild befindet sich das als „Rühcloster – Lücksborg“ bezeichnete Kloster, an der Küste daneben die vom Kloster betriebene „Holdenis Vahre“

Klöster spielten im damals noch gering besiedelten Schleswig-Holstein eine wichtige Rolle für die Urbarmachung und Förderung der Wirtschaft. Mit der Gründung des Rudeklosters begann die Besiedlung des nördlichen Angeln. In der Nähe des Klosters stauten die Mönche die Munkbrarupau zum Mühlensee an, der heute meist Rüder See genannt wird. Die von ihnen geschaffene Infrastruktur in Form von Wegen und Fährverbindungen erleichterte anderen Menschen die Ansiedlung.

### Name
Quellen und Literatur geben den Namen des Klosters sehr unterschiedlich wieder. In der ersten Erwähnung 1209 wird als Ort, an dem das neue Kloster errichtet werden sollte, „Rythia“, Rodung, angegeben. Dieser Ortsname bestand demnach schon vor der Ansiedlung des Klosters. Der in derselben Urkunde erstmalig genannte lateinische Name „Rus Regis“ bedeutet Königsland oder -feld und verweist auf die königliche Schenkung. Alle weiteren Namensfassungen in deutschen und dänischen Quellen wie „Rüde-, Rude-, Ruge-, Ruh-“ oder „Ryekloster“ sind davon abgeleitet. Die Benennung als „St.-Marien-Kloster“ nach dem Patrozinium der Jungfrau Maria, das sich das Kloster mit allen anderen Zisterzienserklöstern teilte und das auch durch das Siegelbild, eine Thronende Madonna, belegt ist, findet sich dagegen selten in den Quellen.

### Beschreibung
Die Karte von Marcus Jordanus von 1559 zeigt die einzige sicher zur Zeit seines Bestehen entstandene Abbildung des Klosters. Das „Ruekloster“ ist als schlichtes Haus mit Stufengiebel abgebildet, das durch einen Wehrgang mit einem Wehrturm verbunden ist. Bei dem Gebäude, dessen Westgiebel als Stufengiebel gestaltet ist und an das im Osten ein niedriger Chor angebaut ist, handelt es sich vermutlich um die Klosterkirche. Es ist anzunehmen, dass sie entsprechend den zisterziensischen Bauvorschriften schlicht war.
Der erstmals 1596 gedruckten Holsteinischen Chronica des Andreas Angelus ist eine Karte von Angeln beigegeben, die aber wohl vor 1580 gezeichnet wurde, als sich der Autor in Schleswig-Holstein aufhielt. Sie zeigt die als „Rühcloster – Lücksborg“ bezeichnete Klosteranlage vermutlich kurz vor dem Abbruch. Die Kirche hat wie bei Jordanus einen Stufengiebel an der Westseite, trägt jedoch im Unterschied dazu einen Dachreiter und ist von kleineren Gebäuden umgeben. Nördlich der Kirche ist ein kleiner Turm zu erkennen. Diese Darstellung entspricht zwar nicht völlig den Ergebnissen der archäologischen Untersuchungen, ist ihnen aber deutlich näher als die Jordanus-Karte. Abgesehen von dieser Zeichnung ist die Existenz des Dachreiters nicht belegt. Da Dachreiter aber ein typisches Merkmal zisterziensischer Kirchenbauten sind, ist es anzunehmen, dass auch das Rudekloster einen besaß.
Untersuchungen am Grund des abgelassenen Schlossteichs mit Bodenradar und geomagnetischer Kartierung erbrachten 2005, dass es sich bei der Klosterkirche um eine dreischiffige Basilika mit nahezu quadratischen Querhäusern, rechteckiger Vierung und quadratischem Chor mit flachem Abschluss handelte. An den Querhausarmen waren je zwei glatt geschlossene Chornebenkapellen angebaut. Die Ausmaße von 63 Metern Länge und 30 Metern Breite entsprachen den Abmessungen des Ratzeburger Doms. Erkennbar ist, dass der Grundriss sich ähnlich wie bei dem ebenfalls von Esrom aus gegründeten Kloster Sorø an den Vorschriften Bernhards von Clairvaux zum Kirchbau orientiert. Wie die etwas ältere, nur durch Ausgrabungen bekannte Kirche des Klosters Herrevad scheint sich ihr Bauplan an der Kirche der Abtei Fontenay orientiert zu haben und nicht durch spätere Umbauten verändert worden zu sein. Da allerdings nur die Umrisse der Fundamente bekannt sind, ist weder eine Datierung möglich noch können Bauphasen festgestellt werden. So lässt sich auch nicht rekonstruieren, ob die Kirche eine flache Bretterdecke hatte wie die frühen Zisterzienserkirchen oder ein Kreuzgewölbe, wie es die nach einem Brand 1247 wiederaufgebaute Klosterkirche Sorø erhielt.
Nördlich der Kirche befand sich der ummauerte Friedhof. Die Klausur schloss sich südlich an. Die Gebäude waren um einen quadratischen Kreuzgang angeordnet. Das Dormitorium befand sich vermutlich im oberen Geschoss des Ostflügels über dem Kapitelsaal und dem beheizbaren Winterrefektorium. Die mit Sicherheit vorhandenen Gebäude südlich und westlich des Kreuzganges konnten nicht kartiert werden. Wofür die Nebengebäude östlich der Kirche entlang der Umfassungsmauer genutzt wurden, kann nicht eindeutig rekonstruiert werden. Zum Kloster gehörte auch ein – nicht lokalisiertes – Skriptorium, aus dem eine Handschrift von 1434 erhalten ist, in der die Fabeln des Äsop in Altgriechisch und Latein mit deutscher Übersetzung mit einer Coronica Romanorum, einer Chronik des Römischen Reichs, zusammengefasst sind.
Den auf der Jordanus-Karte abgebildeten Wehrturm meinte der Heimatforscher Jakob Röschmann in den 1960er Jahren mit einer von ihm auf der heutigen Schwaneninsel vermuteten Turmhügelburg identifizieren zu können. Bei den geomagnetischen Untersuchungen von 2005 wurde dagegen wenige Meter nordwestlich der Kirche ein quadratisches Fundament entdeckt, das aufgrund seiner Lage wohl eher als Überrest des abgebildeten Turms anzusehen ist.

### Politik
1237 erlangte das Kloster weitgehende Unabhängigkeit vom Landesherrn und eine eigene Gerichtsbarkeit. Wegen seiner Grenzlage zwischen königlichem, herzoglichem und bischöflichem Herrschaftsgebiet war es jedoch immer wieder in Streitigkeiten mit dem dänischen König, dem Schleswiger Herzog, den zunehmend mächtiger werdenden Holsteiner Grafen und dem Schleswiger Bischof verwickelt. 1284 löste der Schleswiger Bischof Jakob das Kloster auf, nachdem er ihm im Jahr zuvor bereits den Zehnten entzogen hatte. Die Mönche mussten das Kloster verlassen. Spätestens nach dem Tod des Bischofs 1287 war das Kloster aber wieder bewohnt, denn es ist anzunehmen, dass die auf 1288 datierten Annales Ryenses im Rudekloster niedergeschrieben wurden. Des Klostergründers Bischof Waldemar wurde darin dankbar gedacht. 1299 stellte König Erik VI. Menved das Kloster gegen die Angriffe des Bistums unter seinen Schutz. Erst seit den 1420er Jahren unterstand das Territorium des Klosters eindeutig dem dänischen König, doch kam es auch danach zu Auseinandersetzungen mit dem Schleswiger Domkapitel.
Um 1260 wurde das Kloster zudem in den Machtkampf zwischen dem mächtigen Erzbischof von Lund Jakob Erlandsen und den dänischen Königen hineingezogen. Der Erzbischof hatte sich 1259 geweigert, König Christophs I. neunjährigen Sohn Erik V. Klipping zu krönen, und war deshalb verhaftet, aber wenig später, nachdem Christoph im selben Jahr verstorben war, wieder freigelassen worden. Wohl 1261 bestimmte er den Rüder Abt Arnfast, einen gebildeten Adligen, zum Bischof von Aarhus, nachdem die Wahl des dortigen Domkapitels unentschieden ausgegangen war. Christophs Witwe Margarete Sambiria, die für ihren minderjährigen Sohn regierte, sprach sich gegen Jakobs Parteigänger Arnfast aus, der eilig in sein Kloster zurückkehrte, wo er vor 1263 starb. Bald wurden Gerüchte laut, dass Arnfast nicht nur ein Gegner von König Erik V. sei, sondern auch verantwortlich für den plötzlichen Tod von König Christoph I. Dass er ihn mit Wein beim Abendmahl vergiftet habe, behauptete aber erst der dänische Historiker Hans Svaning (1503–1584) in seiner im Auftrag von König Christian III. verfassten Danmarkshistorie von 1560.

### Besitz
Das Rüdekloster übernahm den Besitz des Guldholmer Klosters. Nur dessen Einkommen aus den Kirchspielen St. Michaelis auf dem Berge, Kahleby, Nübel und Tolk tauschte der Bischof bei der Verlegung 1209 gegen den Bischofszehnten in Munkbrarup, Grundhof und Broacker. Zudem erhielt das Kloster das Kirchenpatronat über die Kirche von Munkbrarup. Auch die Geltinger Kirche war spätestens 1427 dem Kloster inkorporiert und zehntpflichtig. Darüber hinaus erstreckte sich der weitverstreute Landbesitz westlich bis nach Dörpum, wo die 1191 errichtete Grangie zur curia ausgebaut wurde, südlich bis nach Fockbek und nordöstlich bis nach Alsen, wo dem Kloster die Kirche von Egen inkorporiert war.
Das Kloster besaß in Frörup eine noch heute existierende Wassermühle. Eine weitere Mühle unterhielt es auf der Halbinsel Sundeved. Zur Anbindung des Besitzes auf dem nördlichen Ufer der Flensburger Förde betrieb das Kloster eine Fähre bei Holnis, die auf der Karte von 1596 als „Holdenis Vahre“ zu erkennen ist.
1433 erhielt das Rudekloster das Recht an den Einkünften der Wallfahrtsstätte Klues. Um 1400 hatte Papst Bonifatius IX. die Kapelle neben dieser „wundersamen“ Einsiedelei nördlich von Flensburg als heilig erklärt und Wohltätern und Besuchern vier Jahre und 40 Tage Ablass zugesprochen. Der Sage nach machte das Gebet zur dort verehrten heiligen Anna Kranke gesund, selbst Vieh, von dem man nur das Halfter zur Kapelle brachte. Um diese Kapelle bestand ein Streit des Rüdeklosters mit dem städtischen Flensburger Franziskanerkloster.
Die Streitigkeiten sowohl mit den Obrigkeiten als auch mit zahlungsunwürdigen Untertanen führten zu Verlusten von Einnahmen. Einer von Papst Leo X. ausgestellten Urkunde lässt sich entnehmen, dass das Kloster bereits 1514 verarmt und in einem baulich schlechten Zustand war, nachdem ein Teil der Gebäude einem Brand zum Opfer gefallen war.

### Kirchenausstattung
Als vermutlich einziges Teil der Kirchenausstattung ist ein gotisches Triumphkreuz erhalten, das sich seit 1582 in der Laurentiuskirche Munkbrarup befindet. Es war vermutlich, wie heute noch in der Klosterkirche von Løgumkloster zu sehen, auf einem Balken im Chorbogen vor der Vierung aufgestellt. Das Holzkreuz ist in Form eines Lebensbaumes gestaltet. Auf der vom Kirchenschiff aus sichtbaren Vorderseite ist der gekreuzigte Jesus von Nazaret plastisch dargestellt. In den Vierpässen an den Kreuzenden befinden sich farbig gefasste Reliefs der Evangelistensymbole. Auf der Rückseite ist die Darstellung der Vorderseite seitenverkehrt aufgemalt, so dass auch die im Chor zum Stundengebet versammelten Mönche das Bild des Gekreuzigten vor Augen hatten.

### Auflösung
Im Zuge der Einführung der Reformation nahm das Kloster den lutherischen Glauben an. Ab 1541 visitierte der Flensburger Reformator Gerd Slewert das Kloster und hielt dort auch evangelische Gottesdienste. Der letzte vor der Reformation gewählte Abt Johannes Hildebrand schloss sich der neuen Lehre an und richtete eine Schule ein, in der künftig lutherische Pastoren ausgebildet werden sollten. Der Klosterbesitz fiel nach der Einführung der lutherischen Kirchenordnung für Schleswig und Holstein 1542 in königlichen Besitz und gelangte bei der Landesteilung in Schleswig-Holstein 1544 an Herzog Hans von Schleswig-Holstein-Hadersleben, der ihn als landwirtschaftlichen Betrieb führte. Aus Altersgründen trat Hildebrandt 1557 zurück, worauf Herzog Hans nach zweijähriger Vakanz Slewert als letzten Vorsteher des nunmehr säkularisierten Klosters einsetzte, der dieses Amt bis 1561 ausübte.
Nach dem Brand der Munkbraruper Laurentiuskirche 1565, deren Patronat das Kloster seit seiner Gründung innehatte, diente die ehemalige Klosterkirche der Gemeinde bis zum Abriss als Pfarrkirche. Sie war zu dieser Zeit schon baufällig.
Herzog Hans der Ältere starb 1580. 1582 gelangte das Kloster in den Besitz von Herzog Johann von Schleswig-Holstein-Sonderburg, der es wie das ihm ebenfalls zugefallene Kloster Reinfeld in den folgenden Jahren abreißen ließ, nachdem er die Munkbraruper Kirche hatte wiederherstellen lassen. Parallel zum Abriss wurde unter der Leitung von Nikolaus Karies wenige Meter südöstlich des ehemaligen Klosters bis 1587 Glücksburger Schloss gebaut, das fast vollständig aus dem Baumaterial des abgetragenen Klosters besteht.
Rund um das Schloss ließ der Herzog die Munkbrarupau und die Schwennau zum heutigen Schlossteich aufstauen, in dem die Überreste des Klosters versanken.

## Spuren des Klosters

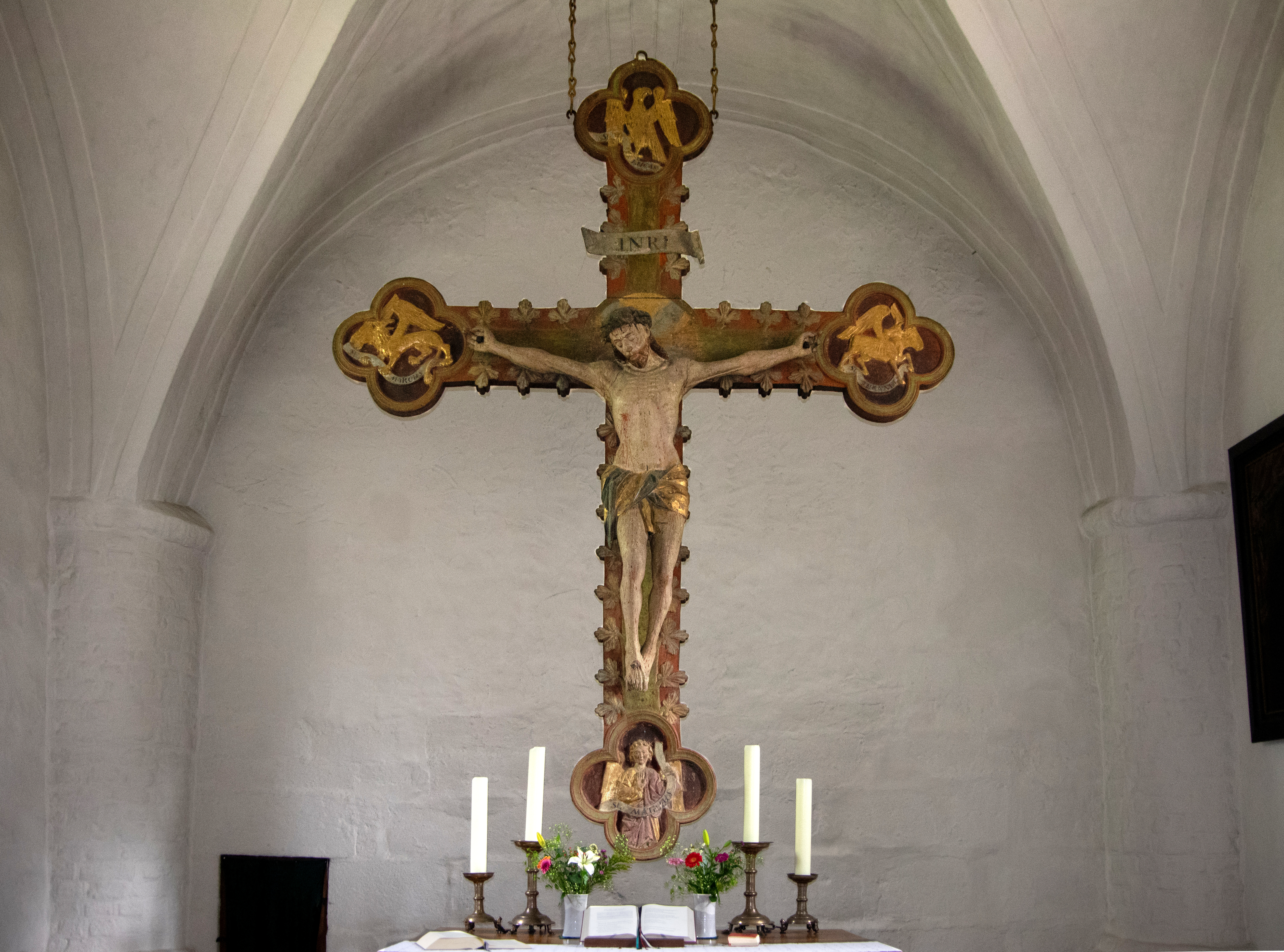
Triumphkreuz der Klosterkirche in der Munkbraruper Laurentiuskirche

Von den Bauten des Rudeklosters hat nichts überdauert, denn aus den Abbruchsteinen wurde Schloss Glücksburg errichtet: Als Baumaterial für das Fundament wurden Granitquader der alten Klosterkirche verwendet, aus den Ziegelsteinen wurde der Backsteinbau bis zum Gesims ausgemauert. Die Fundamente des Klosters versanken im neuen Schlossteich in der aufgestauten Munkbrarupau. Vom Inventar blieb das Triumphkreuz der Klosterkirche erhalten, das heute – etwas gekürzt – als Altarkreuz in der im Jahr des Abbruchs vom Schlossbaumeister Nikolaus Karies erneuerten Munkbraruper Laurentiuskirche dient. Es wurde auch diskutiert, ob die Passionsfolge in der Hüruper Marienkirche ursprünglich vom Lettner des Klosters stammen könnte. Ein Messkelch und eine Patene aus dem Zisterzienserkloster, beide vermutlich um 1450 hergestellt, kamen 1582 ins Flensburger Heilig-Geist-Hospital und gelangten von dort 1923 ins Städtische Museum Flensburg, sind aber seit 1948 verschollen. Zwei Bibelhandschriften und eine Inkunabel aus der Klosterbibliothek gelangten in die Sammlung von Lütke Namens, die in der Flensburger Leihverkehrs- und Ergänzungsbibliothek aufbewahrt wird.
Quellen über das Klosterleben sind kaum vorhanden. Sie wurden 1786 bei einem Brand im Glücksburger Schloss vernichtet. Daher war lange nicht bekannt, wo genau das Kloster lag. Beim Ablassen des Wassers des Wasserschlosses wurden bereits in früheren Jahrhunderten Mauerfragmente von Nebengebäuden des ehemaligen Klosters und Gräber von Mönchen gesichtet. 1710 ließ Herzog Philipp Ernst von Schleswig-Holstein-Sonderburg-Glücksburg (reg. 1698–1729) den Fußboden eines Zimmers im zweiten Obergeschoss des Nordwestturms des Schlosses mit einem Ornament aus Brettern auslegen, die aus den Gräbern der Mönche geborgen worden waren. Der herzogliche Kammerinspektor Johann Christian Gude berichtete 1788 in seinem Bericht von der Halbinsel Sundewitt und dem Glücksburgschen Erblande von Überresten der Kirche, Wohngebäuden, einer Schmiede und einer Bäckerei sowie von einem Friedhof mit mehr als tausend Bestattungen und einem Wehrturm, die ans Licht kamen, als unter Herzog Friedrich 1763 erneut das Wasser des Schlossteiches abgelassen wurde. Man habe in den gemauerten Nischengräbern unter dem ehemaligen Kirchenboden sogar noch gut erhaltene Leichen der Mönche in ihrem Habit gefunden.
Gezielte Ausgrabungen fanden erstmals 1962 und 1969 statt, als das Wasser des Schlossteichs abgelassen war. Dabei wurden in unmittelbarer Nähe des Schlosses Gebäudereste und Gräber gefunden, die jedoch nicht eindeutig dem Kloster zugeordnet werden konnten. Von einem mit 8 Meter Breite und mindestens 20 Meter Länge recht großem Haus nahm der Archäologe Carl-Heinrich Seebach an, dass es sich dabei um ein Nebengebäude der von Röschmann vermuteten älteren Burg handele.
Im Oktober 2005 wurde das Wasser des Schlossteiches erneut abgelassen. Das Archäologische Landesamt, das Institut für Geowissenschaften und die Stiftung Schloss Glücksburg führten geomagnetische Untersuchungen des trockengefallenen Grundes des Schlossteiches durch. Dabei fanden sich metallene Kleingegenstände wie zum Beispiel Gürtelschnallen aus Kupfer oder Bronze, Zapfhähne, Buchschließen, Fensterblei, ein Siegel und Münzen aus dem 13. bis 16. Jahrhundert. Durch Bodenradar und geomagnetische Kartierung wurden die exakte Lage und der Grundriss des Klosters festgestellt. Es lag etwa 50 Meter vom heutigen Schloss entfernt. Sichtbar wurden eine dreischiffige Basilika mit geradem Chorabschluss und ein Kreuzgang, an dessen Ostseite sich Fundamente der Klostergebäude erhalten haben. Die Südwestecke des Kreuzganges, an den sich vermutlich weitere Gebäude anschlossen, konnte nicht untersucht werden, da der Seeboden dort zu schlammig war. Östlich der Kirche wurden entlang der Begrenzungsmauer Fundamente mehrere Gebäude festgestellt, darunter vermutlich das in den 1960er Jahren von Seehaus beschriebene Haus.

## Rezeption
Die Geschichte des Mönchekriegs verarbeitete Detlev von Liliencron in seinem Gedicht Die schwarzen Mönche in Schleswig, das 1909 im Buch Gute Nacht erschien.

## Äbte
Da nur wenige Urkunden aus der Klosterzeit erhalten sind, sind auch nur die Namen weniger Äbte bekannt:
- 1191: Matthias, erster Abt in Guldholm
- um 1250 – zwischen 1260 und 1263: Arnfast
- 1321: Jacobus, stritt mit der Stadt Schleswig um ein Grundstück[56]
- 1431/1433: Olaf, wurde auf dem Konzil von Basel als Schutzherr des Schleswiger Domkapitels eingesetzt
- 1491: Petrus, tauschte Klosterbesitz in der Stadt Schleswig gegen gleichwertiges Land außerhalb der Stadt[57]

- 1536–1557: Johannes Hildebrand, wurde evangelisch
- 1559–1561: Gerd Slewert